# Спаваћица
Спаваћица је ноћна одећа коју данас носе искључиво жене, током спавања. Може да буде направљена од памука, свиле, сатена или најлона, као и да буде украшена чипком или везом на грудима и рубовима.
Ноћна хаљина може имати деколте, рукаве, или да буде без рукава или леђа. Може да буде дугачка до кука или до пода. Такође, може да се носи заједно са другом одећом, плаштом, шифоном, како би их прилагодили за пријем гостију.

## Историја
До 16. века мушкарци су спавали голи или у дневној мајици; касније су у кревету носили спаваћице различитог квалитета. Племићи у 16. веку су носили везене мајице или „коване спаваћице". До 19. века спаваћица је личила на дневну мајицу са широким овратником или дужине до чланка. Повремено их носе и жене у 20. и 21. веку.
Водич који је објављен у Лондону 1838. године описује разне врсте спаваћица. Хаљине у стилу са високим овратницима биле су истакнутије у то доба.
Спаваћица је стекла више значаја током викторијанског доба. Од тог раног периода, оне су се све више користиле у зимским ноћима, а и као стилски кућни комбинезон.

## Галерија
- Сатенска спаваћина
- Олга спаваћица
- Мајица за спавање
- Црна кратка спаваћица